# Gornji Lipovac (Serbia)
Gornji Lipovac (cyr. Горњи Липовац) – wieś w Serbii, w okręgu rasińskim, w gminie Brus. W 2011 roku liczyła 62 mieszkańców.